# Electris Mons
L'Electris Mons è una struttura geologica della superficie di Marte.